# Punctoribates pragensis
Punctoribates pragensis är en kvalsterart som beskrevs av Winkler 1957. Punctoribates pragensis ingår i släktet Punctoribates och familjen Punctoribatidae. Inga underarter finns listade i Catalogue of Life.